# Croix de saint Pierre

La croix de saint Pierre.

La croix de saint Pierre ou croix de Néron est une croix latine inversée. Elle est traditionnellement utilisée comme un symbole chrétien. La croix latine inversée est également un symbole anti-chrétien, à la signification contraire aux conventions traditionnelles de la symbolique chrétienne.
L'apôtre Pierre, à l'origine de cette appellation, ne se serait pas estimé assez digne pour être crucifié comme Jésus et aurait souhaité être crucifié la tête en bas.

## Dans la foi chrétienne
L'origine du symbole vient de la tradition catholique selon laquelle Pierre l'apôtre aurait été crucifié à l'envers, d'après Origène d'Alexandrie. La tradition du martyre de saint Pierre, s'appuie sur un texte apocryphe, fragmenté, les Actes de Pierre, écrit vers la fin du IIe ou le début du IIIe siècle.

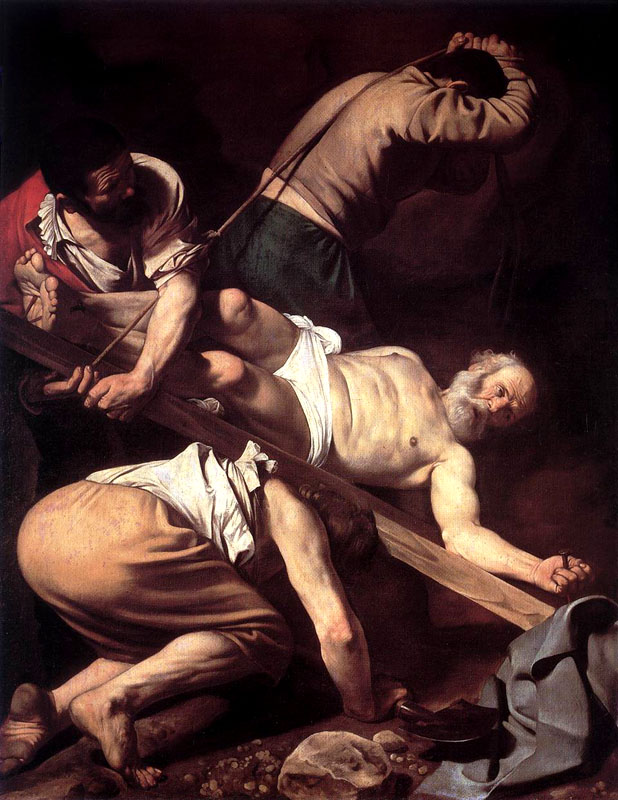
Le crucifiement de Saint-Pierre – Le Caravage – église Santa Maria del Popolo (Rome).

Selon la tradition chrétienne, la mort de Pierre est rattachée aux persécutions de Néron contre les chrétiens. Pierre serait mort en 64 : Eusèbe de Césarée affirme que Pierre « fut crucifié la tête en bas, après avoir lui-même demandé de souffrir ainsi ». Il s'estimait indigne d'être crucifié de la même manière que Jésus. Pour cette raison, certains catholiques utilisent cette croix comme un symbole d'humilité et de bassesse en comparaison à Jésus.
Selon le catholicisme, le pape est le successeur de Pierre, en tant qu'évêque de Rome. De ce fait, la papauté est souvent représentée par les symboles qui sont aussi utilisés pour représenter Pierre. Ainsi par exemple, lors de la visite pontificale du pape Jean-Paul II en Israël, en 2000, il s'assoit sur un trône avec la croix de saint Pierre sculptée dans le dossier.

## Dans l'anti-christianisme
La croix de saint Pierre est parfois associée aux images anti-religieuses, mais est aussi utilisée pour représenter l'opposition au christianisme en inversant son symbole principal, la croix latine. En conséquence, le symbole devient populaire dans divers domaines, cultures et sous-cultures. Au cinéma, dans Rosemary's Baby, L'Exorciste : Au commencement, L'Exorcisme d'Emily Rose, Ghost, The Devil Inside, Paranormal Activity, Constantine, La Malédiction et dernièrement The Conjuring 1 et 2, des croix inversées sont souvent utilisées pour représenter Satan. La croix inversée est accessoirement utilisée dans la culture musicale du metal, et surtout parmi les groupes de metal extrême et de black metal.